# Pont (música)
En la forma sonata i segons la terminologia clàssica, avui ja menys emprada, el pont és un passatge de transició entre els dos grups temàtics que compleix una doble funció: de transició del caràcter del primer grup cap al segon i de modulació de la tonalitat principal cap a la del segon grup. A la rèplica, aquesta segona funció desapareix, però es manté la primera.

## Origen i evolució

Partitura de Hans Folz on apareix la paraula Steg

Aquesta expressió es va fer servir per primera vegada per compositors alemanys (correspon a la paraula alemanya Steg) del segle xv, els Meistersinger. D'aquesta manera indicaven una zona de transició entre un fragment medieval i un afegit posterior. En l'exemple de la imatge del costat es pot veure que les 14 notes finals de la secció B coincideixen amb les 14 notes finals de la secció A; les 17 notes que no es repeteixen de la secció B formen el pont. Aquest terme va ser difós per musicòlegs de parla anglesa (bridge). Durant la dècada del 1920 Alfred Lorentz va popularitzar el terme amb els seus exhaustius estudis sobre Richard Wagner i les seves adaptacions de les tècniques dels Meistersingers en les òperes del segle xix. Posteriorment, el terme el van fer servir compositors d'origen alemany els quals, fugint del règim nazi es van establir als EUA treballant en musicals de Hollywood (Los Angeles) i a Broadway (Nova York)). A partir de la dècada dels 1930 el terme es va fer servir per descriure seccions de transició en la música popular d'aquell país.

## En la música clàssica
Els ponts es poden trobar en moltes peces de música clàssica. Serveixen per indicar seccions dins d'una obra extensa o per suavitzar passatges que, si no es fes així, serien canvis massa abruptes, per exemple entre dos temes d'una sonata. En aquest cas el pont també rep el nom de "tema de transició". En les darreres simfonies del període romàntic, per exemple en la Simfonia de Nou món d'Antonín Dvořák o en la Simfonia en re menor de César Franck, el tema de transició esdevé gairebé un tema en si mateix.

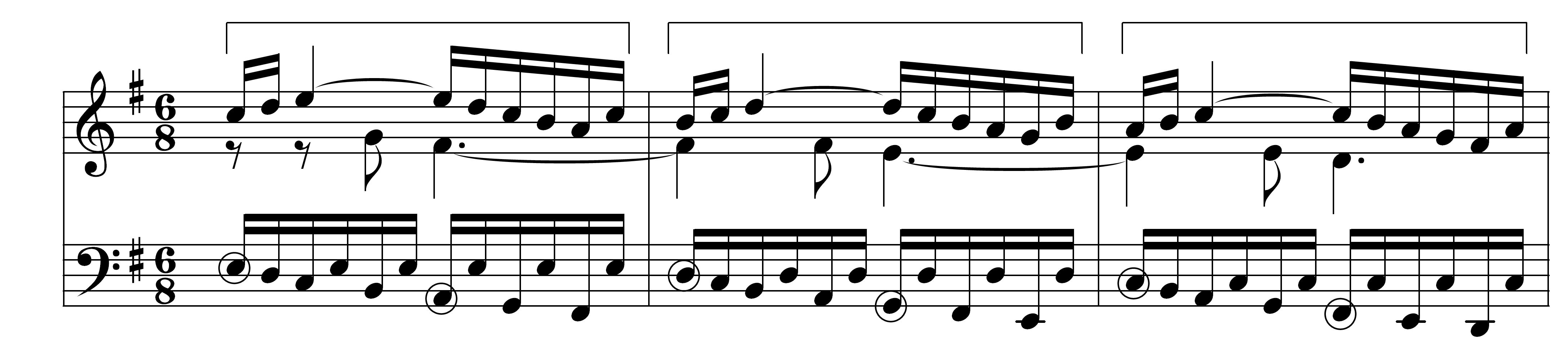
Pont en una partitura de J.S. Bach's, Fuga en sol major, mm. 17-19.

En aquesta darrera peça musical es poden trobar diversos exemples de pont breu per suavitzar una modulació. En lloc de simplement repetir l'escriptura completa en la clau original, tal com es faria en una simfonia del període clàssic, Franck repeteix el primer tema en un interval de tercera superior, en Fa menor. Per aconseguir-ho l'autor fa servir dos ponts, combinant modulacions enharmòniques amb modulacions cromàtiques. Després d'haver repetit el primer tema, un altre pont de quatre compassos porta a un tema de transició en Fa major, la clau de l'autèntic segon tema.
En una fuga un pont és "...un breu passatge al final de la primera entrada de la rèplica i el començament de la segona entrada del tema. El seu propòsit és modular tornant al to de la clau original (tema) des de la rèplica (que és la clau dominant). No totes les fugues inclouen un pont."
Un exemple de pont emprat per separar dues seccions d'una obra més lliurement organitzada es troba en Un americà a París de George Gershwin. Deems Taylor va descriure al programa per a la primera interpretació d'aquesta peça: "Un cop superat el moment de la rèplica ... l'itinerari de l'Americà es va fent poc clar. ... Això no obstant, com que sobrevé immediatament el que es coneix tècnicament com a pont musical, hom sent raonablement justificable assumir que la ploma de Gershwin ... ha perpetrat un joc musical i que ... el nostre americà ha travessat el Sena i es troba, d'alguna manera, transportat a la riba esquerra."

## Ús actual

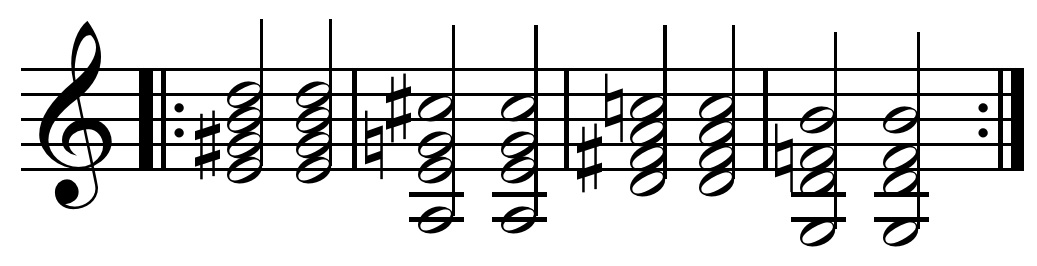
Partitura de jazz amb pont.

En la música popular, sobretot en la música country, el pont es fa servir per contrastar abans d'arribar la rèplica musical a un fragment inicial. El pont pot ser la tercera frase i està constituïda per vuit compassos d'un total de trenta-dos que segueixen l'estructura AABA, en la qual B representa el pont. També es pot fer servir en forma de coral versada i aquesta és generalment més calmada que el solo del tema principal, que acostuma a ser més enèrgic.
Una altra manera de trobar el pont és dins d'una forma composta, per exemple en la cançó Every Breath You Take (1983) del grup musical The Police, la qual segueix l'estructura AABACAABA, on ABA és un pont compost que contrasta amb una secció principal AABA.
En la progressió del ragtime (E7-A7-D7-G7) sovint apareix el pont. La progressió en cercle d'aquesta música fa servir un pont basat en un estàndard de jazz (III7-VI7-II7-V7) o (V7/V/V/V - V7/V/V - V7/V - V7) el qual porta a una frase inicial però en diferent clau.